# Orientbraksvale
Orientbraksvale (Glareola maldivarum) er en fugl af mågevadefugle-ordenen. Den er udbredt i de sydlige og østlige dele af Asien, hvor den yngler i et område fra Østpakistan og Kashmir til Kina. Den trækker sydpå for at overvintre i det sydlige Indien, Indonesien og Australasien. 
I de senere år er orientbraksvalen overraskende set så langt væk som Storbritannien (første gang i 1981) samt i Danmark (i Vest Stadil Fjord i 2010).